# William Buckland
Reverend a profesor William Buckland (12. března 1784, Axminster – 4. srpna 1856, Islip, Oxfordshire) byl britský přírodovědec, geolog a paleontolog. V současnosti je připomínán zejména v souvislosti s pojmenováním prvního druhohorního dinosaura (rodu Megalosaurus), kterého představil v únoru roku 1824.

## Život a dílo
Zájem o geologii se v něm probudil během procházek s otcem, při nichž začal sbírat amonity z devonských lomů. V roce 1801 dostal stipendium, které mu umožnilo studium na koleji Corpus Christi na Oxfordu. Zde navštěvoval mimo jiné přednášky o mineralogii; doktorát získal v roce 1808. O pět let později začal tamtéž mineralogii sám přednášet a za dalších pět let byl zvolen členem Královské společnosti. Hojně cestoval, sbíral fosílie a udržoval kontakty s jinými vědci, jako byl například Georges Cuvier. Dosáhl úspěchů v kariéře jak vědecké (prezidentem Londýnské geologické společnosti byl zvolen v roce 1824), tak církevní (byl děkanem ve Westminsteru).
Jeho popis dravého dinosaura megalosaura z roku 1824 je vůbec prvním vědeckým (formálním) popisem dinosaura, ačkoliv fosilie tohoto druhu byly známy už dlouhou dobu (badatel Robert Plot vyobrazil dolní konec jeho stehenní kosti megalosaura nebo příbuzného rodu teropoda už roku 1676; další nálezy pocházejí z let 1699, 1758 a 1763, kdy Richard Brooks popsal Plotův nález pod jménem Scrotum humanum (šourek lidský), kteréžto jméno je dnes pro svůj význam považováno za nomen oblitum – avšak právě pro tento svůj význam je dodnes připomínáno), a ačkoliv Gideon Mantell psal o jiném dinosaurovi, iguanodonovi, již dva roky před Bucklandem; popsal jej však teprve roku 1825. Buckland se tím stal jedním ze zakladatelů populární „dinosauří paleontologie“.
Buckland byl vynikající vědec; byl kreacionistou a stoupencem učení o potopě; rovněž podporoval Agassizovu teorii o době ledové. Jeho znalosti a názory vedly k několika kontroverzím (v Palermu k nelibosti věřících správně určil jisté svaté ostatky jako kosti z kozy) a omylům (slavná "Červená dáma z Pavilandu" kterou prohlásil za prostitutku náležející k římskému táboru se později ukázala být mužem zemřelým před zhruba 18,000 lety a dodnes zůstává nejstarším lidským pozůstatkem nalezeným v Británii).
Kromě svých úspěchů proslul i svou výstředností. Jeho dům byl plný sbírek, mezi něž patřilo i mnoho živých zvířat včetně medvěda a šakala (během jednoho interview jej novinář téměř neslyšel, protože šakal lovil pod pohovkou morčata); na deštníku měl nápis "Ukradeno profesoru Bucklandovi" (Mareš, 1993); jeho záliba ve výzkumech vedla k tomu, že dle svého tvrzení ochutnal maso nesmírného množství zvířat, z nichž nejméně mu chutnal například krtek. Snědl dokonce nabalzamované srdce Ludvíka XIV. ukradené z Francie během Francouzské revoluce. Z hrobu básníka Bena Jonsona zase ukradl jeho patní kost.
Se svou ženou Mary Morlandovou, která mu pomáhala ve výzkumech, měl devět dětí, z nichž pět se dožilo dospělosti; jeho syn Frank se sám stal vynikajícím přírodovědcem (a také známým excentrikem).
Jeho hlavním dílem je kniha "Reliquiæ Diluvianæ, or, Observations on the Organic Remains attesting the Action of a Universal Deluge" (1823), dále napsal například dílo "Geology and Mineralogy considered with reference to Natural Theology".
V roce 1849 se u něj projevila neznámá nemoc, která zničila jeho intelektuální schopnosti a do jeho smrti z něj udělala trosku. Místo pro jeho hrob bylo vybráno dopředu; když se však dali hrobníci do práce, pod svrchní vrstvou hlíny objevili blok jurského vápence, takže k vyhloubení hrobu musely být použity výbušniny. Vzhledem k tomu, že Buckland znal Whatleyho báseň na jeho počest ("Kam uložíme našeho profesora / aby jeho kosti odpočívaly v pokoji? / Vytesáme-li mu kamennou hrobku, / zvedne se a kameny rozbije / a prozkoumá každou vrstvu, každou žílu / vždyť pod zemí je ve svém živlu."), je možné, že se jednalo o jeho poslední žertík. Na jeho náhrobním kameni stojí napsáno "Použil síly svého intelektu k větší cti a slávě Boží." (Cadbury, 2000)
Další velcí britští vědci, jako například Richard Owen, dosáhli do výšin i proto – slovy Isaaca Newtona – že stáli na ramenou gigantů jako byl William Buckland.
V roce 1848 byl za svůj přínos geologii londýnskou Geologickou společností vyznamenán Wollastonovou medailí.